# Todeskreuz
Das Todeskreuz (oder Death Cross) ist ein Fachbegriff aus der Technischen Analyse. Ein Todeskreuz liegt vor, wenn im Chartbild bei einer Aktie oder einem Index die Linie des gleitenden Durchschnitts über die letzten 50 Handelstage von oben nach unten die Linie des gleitenden Durchschnitts über die letzten 200 Handelstage durchstößt. Charttechniker gehen davon aus, dass es sich hierbei um ein Warnsignal für einen sich weiter verstärkenden Abwärtstrend handelt.
In der Medizin wird der Begriff Todeskreuz (Crux mortis) für den Zeitpunkt verwendet, wenn sich kurz vor dem Tod die ansteigende Pulskurve und die abfallende Temperaturkurve schneiden.